# Lista över seriesegrare i högsta ligan i handboll för herrar
Denna artikel är en lista över seriesegrare i högsta ligan i handboll för herrar i Sverige, nuvarande Handbollsligan herr, sedan första säsongen 1934/1935.

## Seriesegrare genom åren
Allsvenskan
- 1935 - Redbergslids IK
- 1936 - Redbergslids IK (2)
- 1937 - Stockholms-Flottans IF
- 1938 - Majornas IK
- 1939 - Redbergslids IK (3)
- 1940 - Majornas IK (2)
- 1941 - Majornas IK (3)
- 1942 - Majornas IK (4)
- 1943 - Majornas IK (5)
- 1944 - Majornas IK (6)
- 1945 - IFK Karlskrona
- 1946 - Redbergslids IK (4)
- 1947 - Redbergslids IK (5)
- 1948 - Redbergslids IK (6)
- 1949 - IFK Karlskrona (2)
- 1950 - IFK Kristianstad
- 1951 - Örebro SK
- 1952 - IFK Kristianstad (2)
- 1953 - IFK Kristianstad (3)
- 1954 - Redbergslids IK (7)
- 1955 - IK Heim
- 1956 - Örebro SK (2)
- 1957 - Örebro SK (3)
- 1958 - Redbergslids IK (8)
- 1959 - IK Heim (2)
- 1960 - IK Heim (3)
- 1961 - Vikingarnas IF
- 1962 - IK Heim (4)
- 1963 - Redbergslids IK (9)
- 1964 - Redbergslids IK (10)
- 1965 - Redbergslids IK (11)
- 1966 - IS Göta
- 1967 - Vikingarnas IF (2)
- 1968 - SoIK Hellas
- 1969 - HK Drott
- 1970 - HK Drott (2)
- 1971 - SoIK Hellas (2)
- 1972 - SoIK Hellas (3)
- 1973 - IF Saab
- 1974 - IFK Malmö
- 1975 - Västra Frölunda IF
- 1976 - IK Heim (5)
- 1977 - SoIK Hellas (4)
- 1978 - Ystads IF
- 1979 - IK Heim (6)
- 1980 - HK Drott (3)
- 1981 - Ystads IF (2)
- 1982 - HK Drott (4)
- 1983 - IK Heim (7)
- 1984 - Ystads IF (3)
- 1985 - Redbergslids IK (12)
- 1986 - Redbergslids IK (13)
- 1987 - Redbergslids IK (14)
- 1988 - Redbergslids IK (15)
- 1989 - HK Drott (5)
- 1990 - Redbergslids IK (16)

Elitserien
- 1991 - HK Drott (6)
- 1992 - Ystads IF (4)
- 1993 - Redbergslids IK (17)
- 1994 - HK Drott (7)
- 1995 - HK Drott (8)
- 1996 - Redbergslids IK (18)
- 1997 - HK Drott (9)
- 1998 - Redbergslids IK (19)
- 1999 - HK Drott (10)
- 2000 - Redbergslids IK (20)
- 2001 - Redbergslids IK (21)
- 2002 - Redbergslids IK (22)
- 2003 - Redbergslids IK (23)
- 2004 - IK Sävehof
- 2005 - IFK Skövde
- 2006 - IK Sävehof (2)
- 2007 - Hammarby IF
- 2008 - Hammarby IF (2)
- 2009 - IK Sävehof (3)
- 2010 - IK Sävehof (4)
- 2011 - IK Sävehof (5)
- 2012 - Eskilstuna Guif
- 2013 - Lugi HF
- 2014 - Eskilstuna Guif (2)
- 2015 - IFK Kristianstad (4)
- 2016 - IFK Kristianstad (5)

Handbollsligan
- 2017 - IFK Kristianstad (6)
- 2018 - IFK Kristianstad (7)
- 2019 - IFK Kristianstad (8)
- 2020 - Alingsås HK[a]
- 2021 - IK Sävehof (6)
- 2022 - IK Sävehof (7)
- 2023 - IFK Kristianstad (9)
- 2024 - IK Sävehof (8)
- 2025 - Ystads IF (5)

## Seriesegrar per lag
Totalt har 21 olika handbollsklubbar vunnit den högsta serien. 6 av dem finns inte längre kvar, de har antingen lagts ned helt eller gått samman med annan förening (ljusbrun) eller lagt ned sin handbollssektion (ljusblå).
| #  | Klubb                  | Antal segrar | År |
| -- | ---------------------- | ------------ | --- |
| 1  | Redbergslids IK        | 23           | 1935, 1936, 1939, 1946, 1947, 1948, 1954, 1958, 1963, 1964, 1965, 1985, 1986, 1987, 1988, 1990, 1993, 1996, 1998, 2000, 2001, 2002, 2003 |
| 2  | HK Drott               | 10           | 1969, 1970, 1980, 1982, 1989, 1991, 1994, 1995, 1997, 1999                                                                               |
| 3  | IFK Kristianstad       | 9            | 1950, 1952, 1953, 2015, 2016, 2017, 2018, 2019, 2023                                                                                     |
| 4  | IK Sävehof             | 8            | 2004, 2006, 2009, 2010, 2011, 2021, 2022, 2024                                                                                           |
| 5  | IK Heim                | 7            | 1955, 1959, 1960, 1962, 1976, 1979, 1983                                                                                                 |
| 6  | Majornas IK            | 6            | 1938, 1940, 1941, 1942, 1943, 1944 |
| 7  | Ystads IF              | 5            | 1978, 1981, 1984, 1992, 2025 |
| 8  | SoIK Hellas            | 4            | 1968, 1971, 1972, 1977 |
| 9  | Örebro SK              | 3            | 1951, 1956, 1957 |
| 10 | IFK Karlskrona         | 2            | 1945, 1949 |
| 10 | Vikingarnas IF         | 2            | 1961, 1967 |
| 10 | Hammarby IF            | 2            | 2007, 2008 |
| 10 | Eskilstuna Guif        | 2            | 2012, 2014 |
| 14 | Stockholms-Flottans IF | 1            | 1937 |
| 14 | IS Göta                | 1            | 1966 |
| 14 | IF Saab                | 1            | 1973 |
| 14 | IFK Malmö              | 1            | 1974 |
| 14 | Västra Frölunda IF     | 1            | 1975 |
| 14 | IFK Skövde             | 1            | 2005 |
| 14 | Lugi HF                | 1            | 2013 |
| 14 | Alingsås HK            | 1            | 2020 |

## Flest seriesegrar i svit
Flest seriesegrar i svit är fem:
- Majornas IK, 1940-1944
- IFK Kristianstad, 2015-2019